# 马大任
马大任（1920年—2021年4月），男，浙江温州人，美国华裔图书馆学家，“赠书中国计划”发起人。

## 家庭
父亲马公愚。哥哥马大恢为中美贸易问题专家，弟弟马大抗曾任上海市交通运输局办公室主任。长子马一公（Averil Ma）为美国加州大学医学院特级教授、肠胃科系主任。侄子马亦钊为书法家，浙江书法家协会理事、温州市书法协会副主席。